# Lac de Migouélou
Le lac de Migouélou est un lac de barrage français situé administrativement dans la commune d'Arrens-Marsous dans le département des Hautes-Pyrénées en région  Occitanie.
Le lac a une superficie de 48 ha pour une altitude de 2 278 m, il atteint une profondeur de 60 m.

## Géographie

### Topographie
C'est un lac naturel (rehaussé) du val d'Azun, situé à 2 278 m d'altitude.
| Pic des Tourettes (2 771 m) | Pic Arrouy (2 708 m) Col d'Hospitalet (2 548 m) |                                   |
| Pic de Palada (2 681 m)     | lac de Migouélou                                | Piques de l'Arriougrand (2 586 m) |
|                             | Pic de Batbeilh ou de Batboucou (2 586 m)       |                                   |

### Hydrographie
L'Arriougrand en sort et se déverse quelque 800 m plus bas dans le gave d'Arrens. Il est situé dans le parc national des Pyrénées.
Le lac de Migouélou est également connecté au lac d'Artouste par une galerie de 800 m actuellement désaffectée et qui passe sous le col d'Artouste puis via les lacs de Carnau.

## Histoire

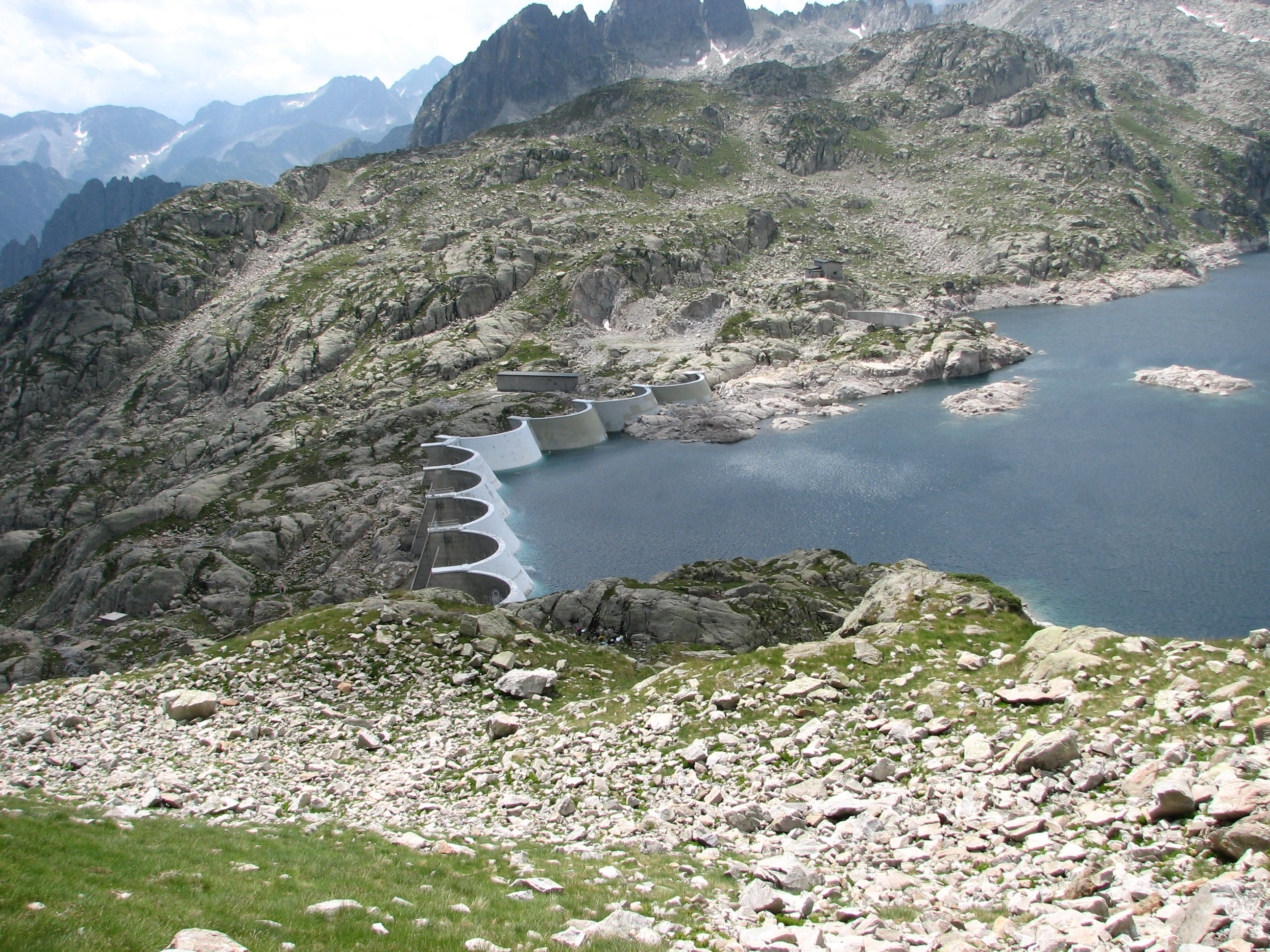
Barrage en neuf voutes du lac de Migouélou

Le lac a été rehaussé par un barrage à neuf voûtes en béton de 31 m de hauteur et 274 m de longueur, construit de 1956 à 1958 et mis en service en 1959 pour alimenter les sept centrales du val d'Azun qui utilisent le gave d'Arrens.
Sur la rive est du lac existe depuis 1972 le refuge de Migouélou de 40 places géré par le parc national des Pyrénées.

## Protection environnementale
Le lac est situé dans le parc national des Pyrénées et est situé dans le parc national des Pyrénées et fait partie d'une zone naturelle protégée, classée ZNIEFF de type 1 : Hautes vallées des gaves d’Arrens et de Labat de Bun

## Voies d'accès
Par le versant ouest le lac de Pouey Laün est accessible par un sentier en passant par le col d'Hospitalet (2 548 m).